# ريتشارد أركارا
ريتشارد جوزيف أركارا هو قاضٍ أمريكي رفيع المستوى في محكمة المقاطعة للمنطقة الغربية لنيويورك. وُلد في 6 يونيو 1940، ويشغل منصب القاضي الأول في هذه المحكمة، حيث يتمتع بخبرة واسعة في النظام القضائي الأمريكي .

## التعليم
وُلد أركارا في بوفالو، نيويورك. تخرج من مدرسة كانيسيوس الثانوية عام 1958، وحصل على شهادة البكالوريوس في الآداب من جامعة سانت بونافنتورا عام 1962، وحصل على شهادة الدكتوراه في القانون من كلية الحقوق بجامعة فيلانوفا عام 1965. خدم كقائد في الجيش الأمريكي ضمن فيلق الشرطة العسكرية في الفترة من 1966 إلى 1967.

## المسيرة المهنية
كان يعمل في مجال المحاماة الخاصة في بوفالو من عام 1968 إلى عام 1969. ثم انضم إلى مكتب المدعي العام للولايات المتحدة في المنطقة الغربية من نيويورك في عام 1969، حيث شغل أولًا منصب مساعد المدعي العام للولايات المتحدة حتى عام 1973، ثم منصب مساعد أول للمدعي العام من عام 1973 إلى عام 1974، وأخيرًا أصبح المدعي العام للمنطقة من عام 1975 حتى عام 1981. بعد ذلك، شغل منصب مدعي مقاطعة إيري في ولاية نيويورك من 1 يناير 1982 حتى 31 مايو 1988.

### الخدمة القضائية الفيدرالية
في 7 أغسطس 1987، رشّح الرئيس رونالد ريغان ريتشارد أركارا لمنصب قاضٍ في المحكمة الجزئية للولايات المتحدة للمنطقة الغربية من نيويورك، خلفًا للقاضي جون تي. إلفين الذي انتقل إلى الوضع المتقدم (Senior Status). صادق مجلس الشيوخ الأمريكي على تعيينه في 19 فبراير 1988، وتسلّم منصبه رسميًا في 22 فبراير 1988. شغل منصب رئيس المحكمة في الدائرة من عام 2003 حتى عام 2010، وانتقل إلى الوضع المتقدم في 3 يناير 2015.

### أحكام بارزة
ترأس القاضي أركارا في عام 2007 محاكمة جيمس تشارلز كوب، الذي وُجّهت إليه تهمة انتهاك قانون حرية الوصول إلى مداخل العيادات. وكان كوب قد أُدين سابقًا في عام 2003 أمام محكمة ولاية نيويورك بجريمة قتل الطبيب بارنيت سليبيان عام 1998، في عملية قنص استهدفته بسبب ممارسته للإجهاض، حيث كان يعمل طبيبًا في مدينة أمهيرست بولاية نيويورك.
كما أشرف القاضي أركارا على محاكمة روبرت رودس في عام 2005، وهي قضية أثارت اهتمامًا دوليًا. كان رودس ضابطًا في هيئة الجمارك وحماية الحدود الأمريكية، واتُّهم بالاعتداء على مواطن صيني على الحدود بين الولايات المتحدة وكندا في منطقة شلالات نياجارا، نيويورك. وقد أثارت الواقعة احتجاجًا رسميًا من الحكومة الصينية، واتهم وزير خارجيتها الولايات المتحدة بانتهاك حقوق الإنسان. وتدخل في القضية كل من وزير الخارجية الأمريكي كولين باول ووزير الأمن الداخلي توماس ريدج. وفي نهاية المحاكمة، التي نالت تغطية إعلامية واسعة، تم تبرئة رودس في أغسطس 2005 أمام القاضي أركارا.